# خاره‌داران
خاره‌داران (نام علمی: Derbidae) نام یک تیره از راسته نیم‌بالان است.